# Shirley Cruz
Shirley Cruz (San José, 28 agosto 1985) è un'allenatrice di calcio ed ex calciatrice costaricana, di ruolo centrocampista, assistente di Jocelyn Prêcheur nel Paris Saint-Germain.
In carriera è stata membro della nazionale costaricana, della quale è anche capitano, disputando il Mondiale di Canada 2015.

## Palmarès

### Club

#### Tornei nazionali
- Campionato francese: 6

Olympique Lione:  2006-2007,  2007-2008,  2008-2009, 2009-2010, 2010-2011, 2011-2012
- Coppa di Francia: 3

Olympique Lione: 2007-2008, 2011-2012
Paris Saint-Germain: 2017-2018

#### Tornei internazionali
- UEFA Women's Champions League: 2

Olympique Lione: 2010-2011, 2011-2012